# TMK 2300
TMK 2200-K niskopodni je tramvaj konzorcija Crotram. U voznom parku Zagrebačkog električnog tramvaja (ZET-a) nosi oznaku TMK 2300. U odnosu na prethodni model iz serije TMK 2200, ova serija tramvaja ima dva modula manje, odnosno kraći je 11,26 metara te shodno tome ima 72 putnička mjesta manje. Tramvaj je prilagođen zagrebačkoj prometnoj mreži. U tramvaju se istodobno može prevoziti 130 osoba, a ugrađeno je i 8 preklopnih sjedala.
U Zagrebu je prvi tramvaj iz ove serije pušten u promet 23. prosinca 2009. godine (garažni broj 2301), dok je drugi pušten 1. svibnja 2010. (garažni broj 2302).

## TMK 2300 LT
Dana 23. studenoga 2018. tvrtka Liepājas Tramvajs je s KONČAR – Električnim vozilima potpisala ugovor o proizvodnji i isporuci šest niskopodnih tramvaja za gradski promet grada Liepāje u Latviji (garažni borjevi 250–256, stanje. rujan 2021.). Grupa ‘Končar‘ je na sajmu InnoTrans 2022 predstavila svoja najnovija visokotehnološka rješenja u tračničkom prijevozu, među kojima se posebno istaknuo niskopodni tramvaj, model TMK 2300 LT, koji je po završetku sajma isporučen kupcu u Latviji. Riječ je o trinaestom od ukupno četrnaest niskopodnih tramvaja koje će ‘Končar‘ isporučiti za grad Liepāju. U priopćenju tvrtke pišu, dotad je isporučeno 12 ugovorenih tramvaja, dok će preostala dva biti isporučena do kraja 2022. godine.

## Tehničke karakteristike
Vozilo je podijeljeno u tri međusobno zglobno povezana modula. Prednji i stražnji modul opremljeni su voznim postoljima, dok je srednji modul zglobovima spojen sa susjednim modulima (nema osovljen na postolje).
Tramvajsko vozilo ima četiri vrata, po jedna na prednjem i stražnjem modulu i dvoja vrata na srednjem modulu.
Na krovu su uređaji s energetskom elektronikom i glavnim osiguračima, oprema za klimatizaciju, ventilaciju i grijanje, pantograf, odvodnik prenapona, pretvarači i otpornici.
- duljina vozila: 20.740 mm
- širina vozila: 2300 mm
- visina vozila: 3500 mm
- visina poda na ulazu: 300 mm
- broj sjedećih mjesta: 27 + 8
- broj stajaćih mjesta: 95
- vučni motori: 2 trofazna asinkrona motora/85 kW
- najveća brzina: 70 (ograničeno na 50) km/h

## Galerija
- Tramvaj garažnog br. 2302 na Gračanskom Dolju, svibanj 2023. godine
- Unutrašnjost tramvaja, pogled prema naprijed
- Unutrašnjost tramvaja, pogled prema natrag
- Unutrašnjost tramvaja, pogled na upravljačku ploču
- LED prikaz postaja u unutrašnjosti tramvaja, 2025.
- TMK 2300 na tramvajskom okretištu Gračansko Dolje
- TMK 2300 LT na mostu preko Tirdzniecības kanāla, kolovoz 2021., grad Liepāja u Latviji